# کلیسای جامع بازیلیکا سنت جوزف
کلیسای جامع بازیلیکا سنت جوزف (انگلیسی: Cathedral Basilica of St. Joseph) یک کلیسای جامع در سن خوزه، کالیفرنیا، ایالات متحده آمریکا است.
این کلیسا که در سال ۱۸۷۷ تأسیس شده دارای ظرفیت ۹۵۰ نفر برای مراسم‌های مذهبی است.

## نگارخانه

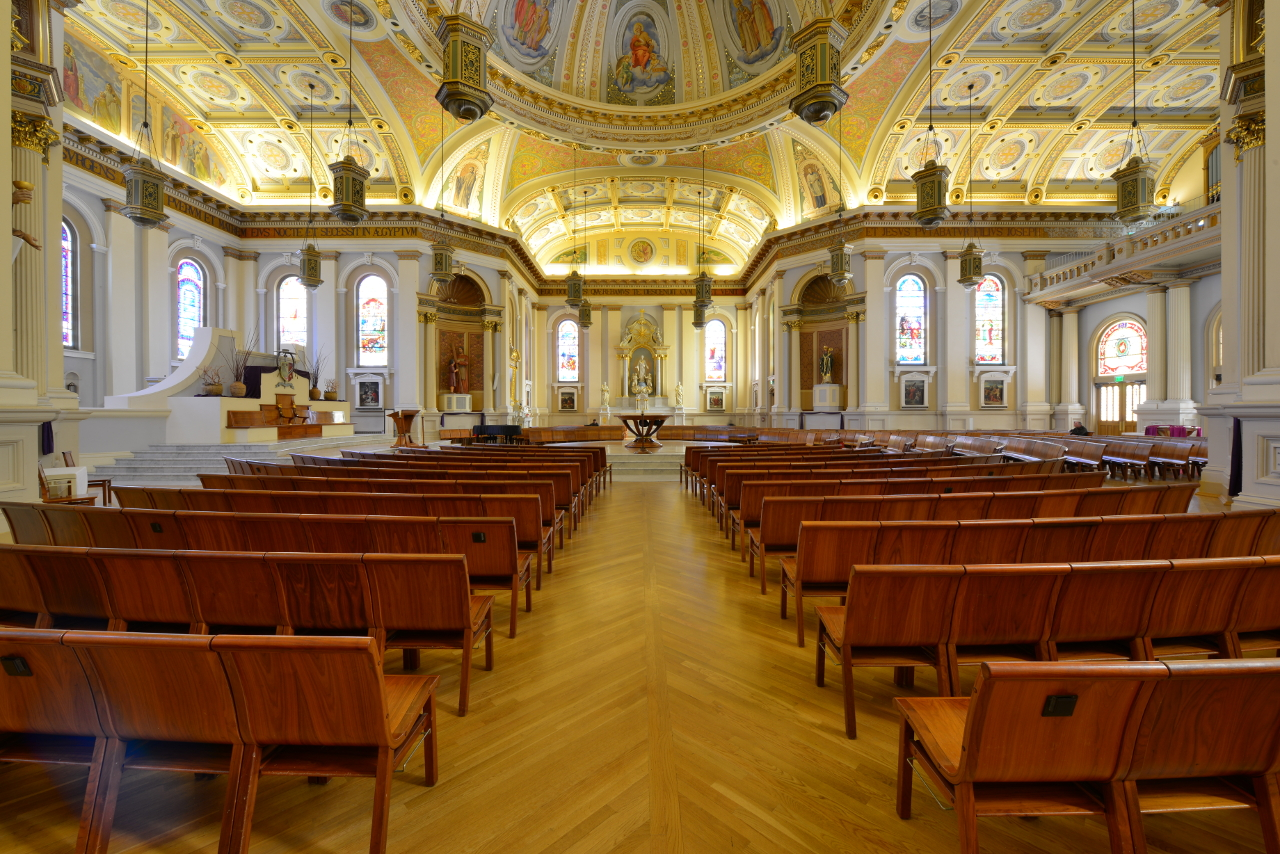
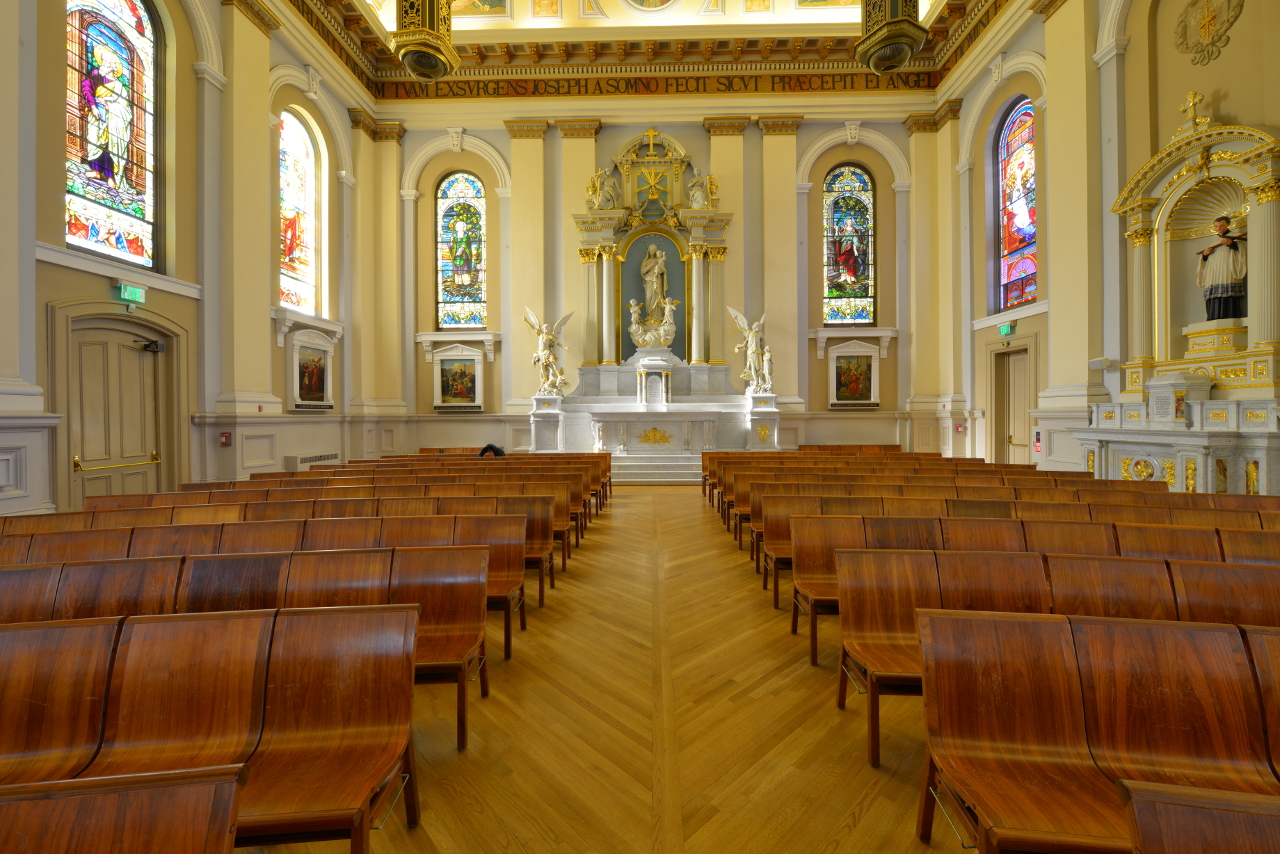
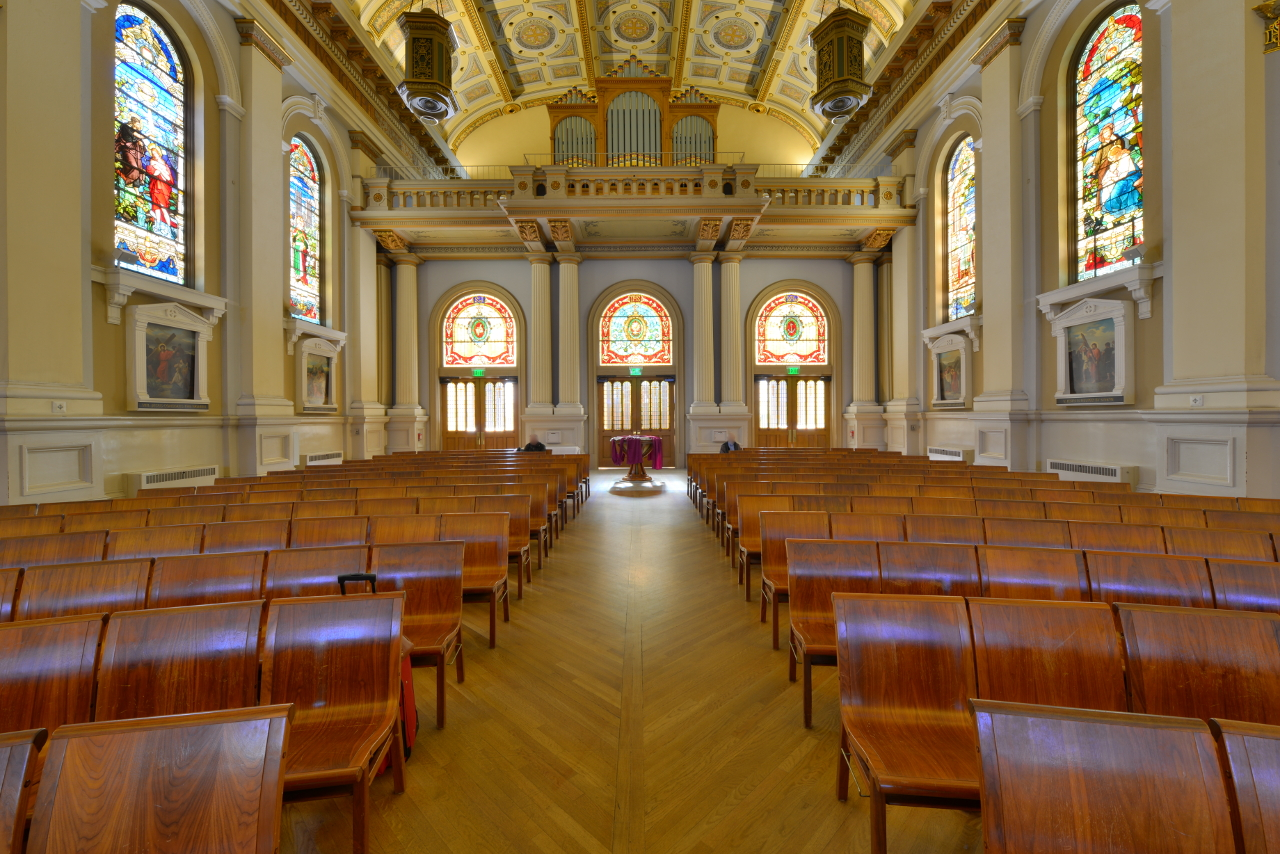
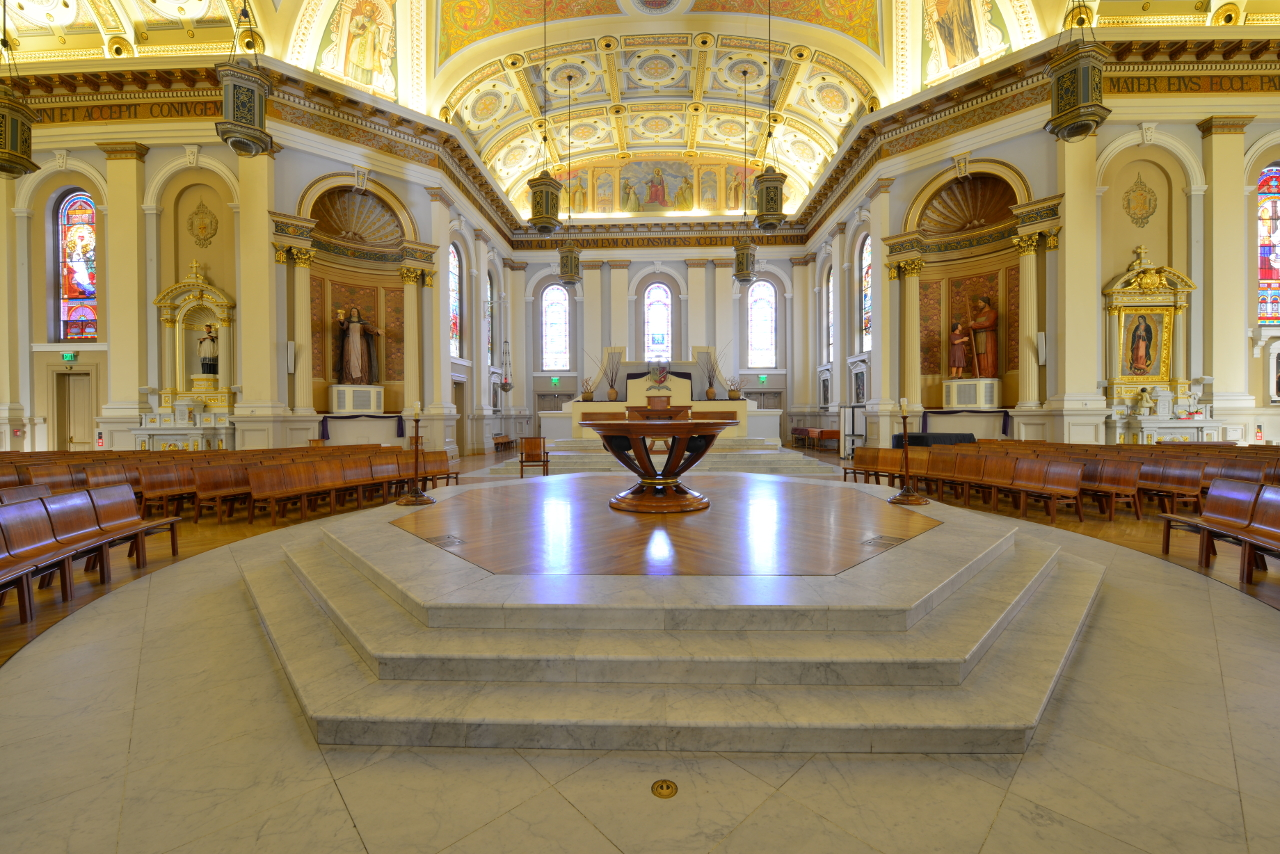
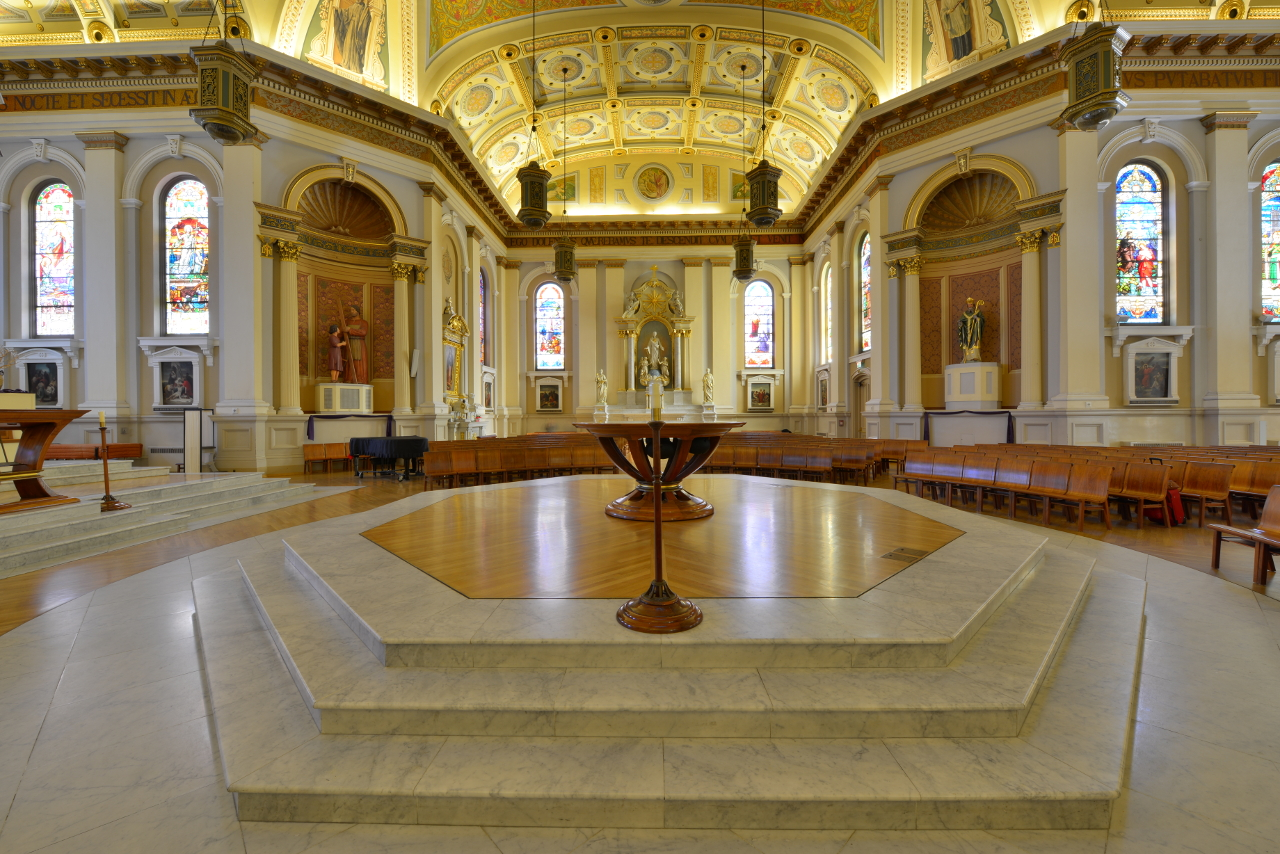
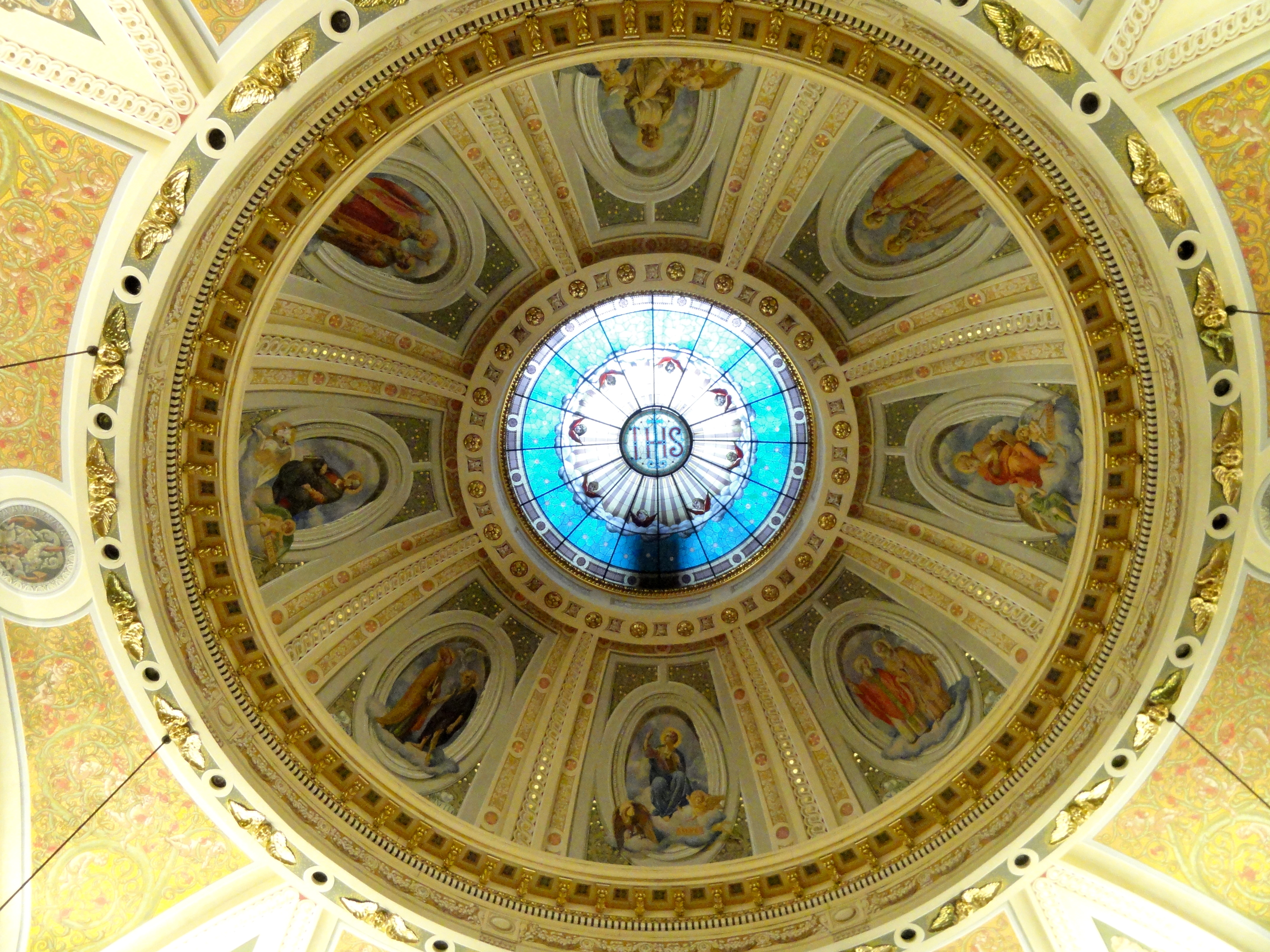
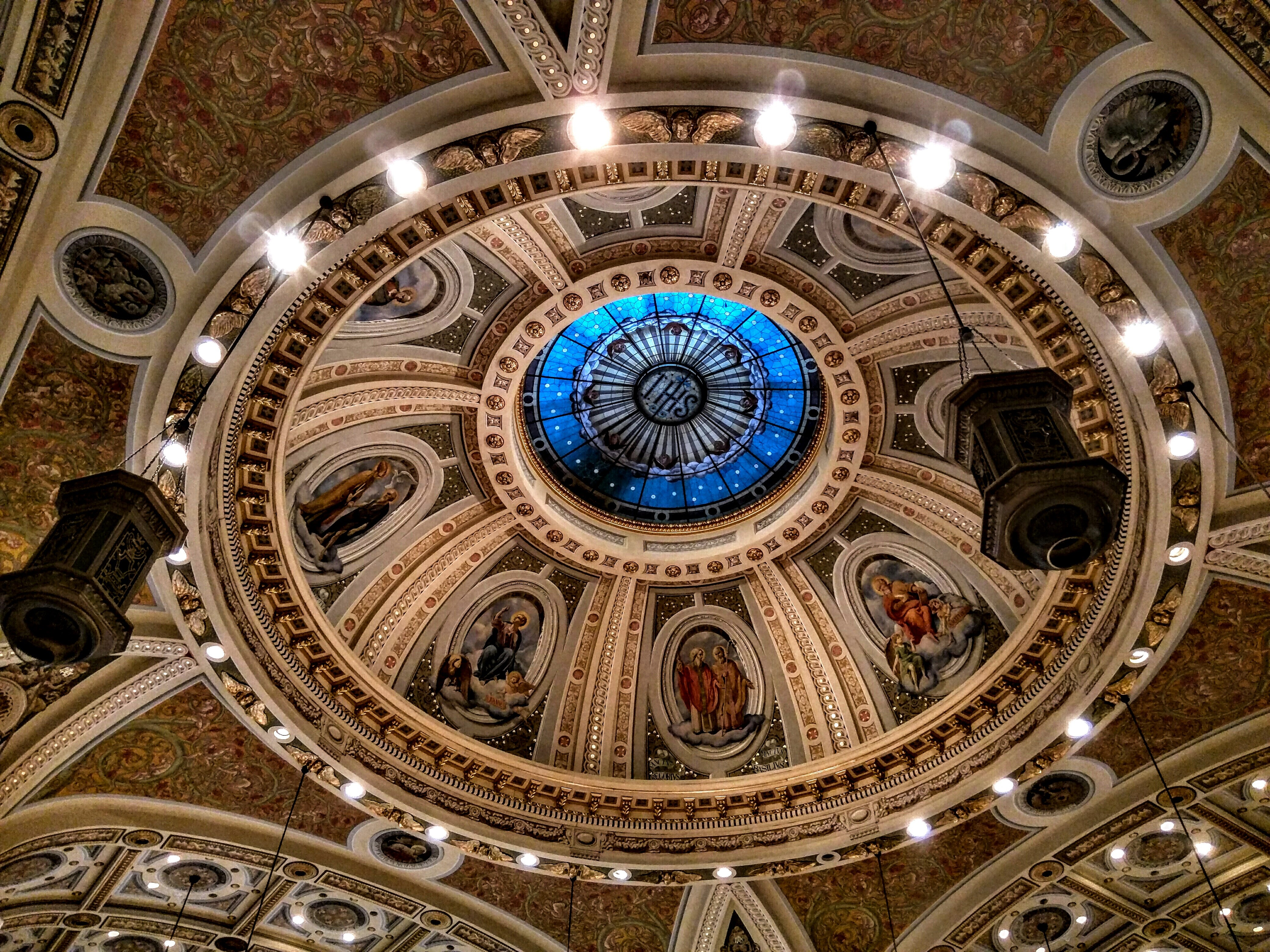
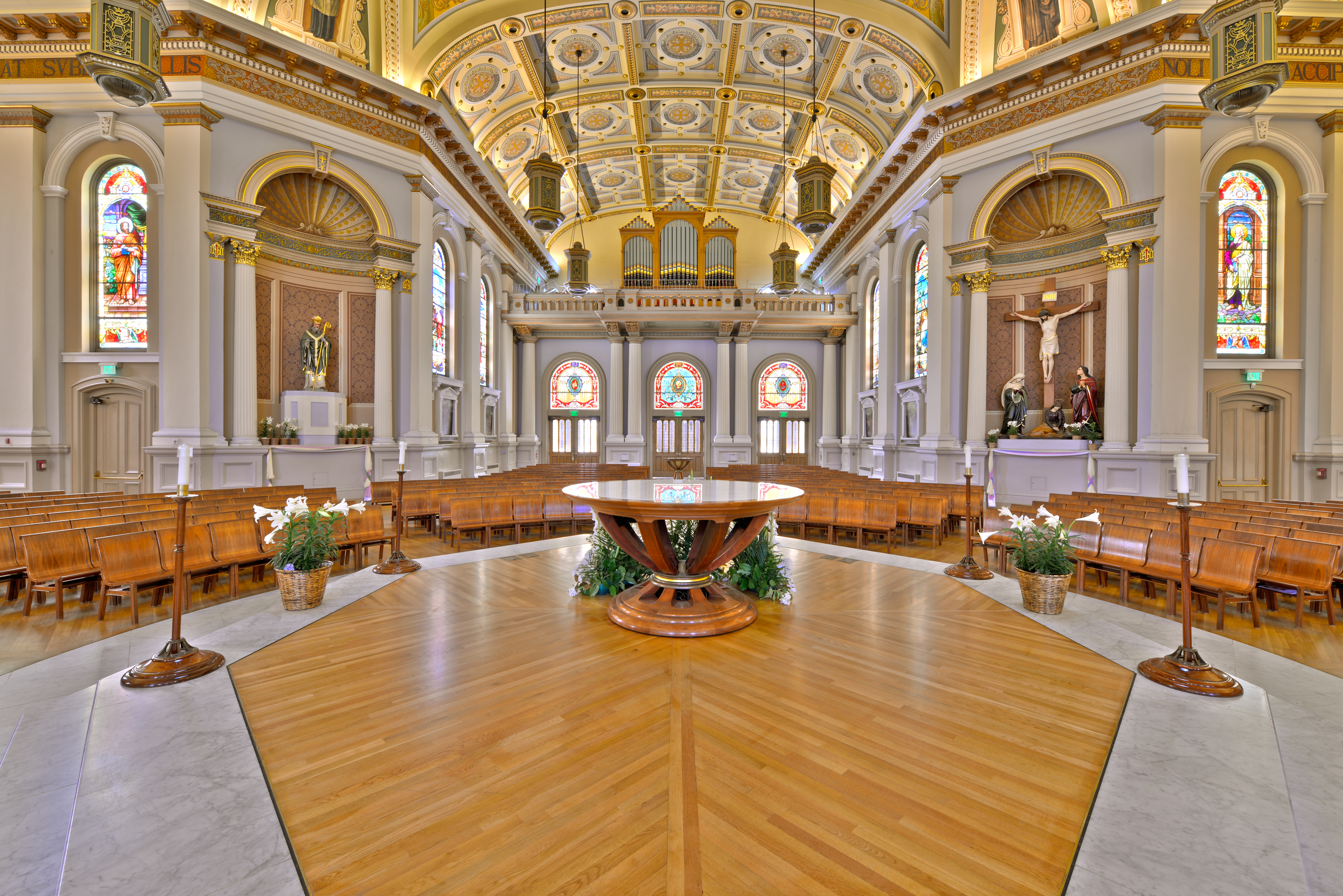